# Багінський Артем Григорович
Арте́м Григо́рович Багінський — підполковник Збройних сил України.

## Життєпис
Народився 22 жовтня 1987 року в смт Понінка Хмельницької області.
2008 року закінчив Львівський інститут Сухопутних військ імені гетьмана Петра Сагайдачного за спеціальністю «Бойове застосування та управління діями підрозділів наземної артилерії».

## Нагороди
- 8 вересня 2014 року — за особисту мужність і героїзм, виявлені у захисті державного суверенітету та територіальної цілісності України, вірність військовій присязі під час російсько-української війни, відзначений — нагороджений орденом «За мужність» III ступеня.
- 12 жовтня 2017 року — за вагомий особистий внесок у зміцнення обороноздатності Української держави, мужність, самовідданість і високий професіоналізм, виявлені під час бойових дій, російсько-української війни, зразкове виконання службових обов'язків, відзначений — нагороджений орденом Богдана Хмельницького ІІІ ступеня.